# Società Sportiva Dilettantistica Pro Sesto 2019-2020
Questa voce raccoglie le informazioni riguardanti l'SSD Pro Sesto nelle competizioni ufficiali della stagione 2019-2020.

## Stagione
Nella stagione 2019-2020 la Pro Sesto allenata da Francesco Parravicini disputa il girone B del campionato di Serie B, lo vince con 54 punti in 27 giornate e ritorna in Serie C dopo dieci anni. Si è trattato di un campionato mutilato dalla pandemia da Covid-19, che non lascia scampo anche al mondo del calcio, con molte giornate giocate senza pubblico sugli spalti, interrotto a metà febbraio per l'acuirsi della pandemia. Poi l'8 giugno 2020 la decisione del Consiglio Federale ha omologato le classifiche dei gironi, i cui calendari non hanno potuto essere completati. Luciano Gualdi e Simone Monni con 9 reti a testa, sono stati i migliori realizzatori stagionali della Pro Sesto, nelle ventisette gare giocate.

## Divise e sponsor
Il fornitore tecnico per la stagione 2019-2020 è Erreà. Lo sponsor di maglia è Il gigante.
| Casa | Trasferta |

## Rosa
| N. |                   | Ruolo | Calciatore          |
| -- | ----------------- | ----- | ------------------- |
|    | Italia (bandiera) | P     | Mattia Cioffi       |
|    | Italia (bandiera) | P     | Luca Tamma          |
|    | Italia (bandiera) | D     | Giuseppe Amato      |
|    | Italia (bandiera) | D     | Andrea Ballabio     |
|    | Italia (bandiera) | D     | Samuele Bettoni     |
|    | Italia (bandiera) | D     | Andrea Bosco        |
|    | Italia (bandiera) | D     | Enrico Bulgarella   |
|    | Italia (bandiera) | D     | Denis Caverzasi     |
|    | Italia (bandiera) | D     | Alessandro Di Maio  |
|    | Italia (bandiera) | D     | Lorenzo Giubilato   |
|    | Italia (bandiera) | D     | Christian Maldini   |
|    | Italia (bandiera) | D     | Filippo Paoluzzi    |
|    | Italia (bandiera) | D     | Francesco Raffaglio |
|    | Italia (bandiera) | D     | Riccardo Sassi      |
|    | Italia (bandiera) | D     | Matteo Viganò       |
|    | Italia (bandiera) | D     | Andrea Zullo        |
|    | Italia (bandiera) | C     | Antonio Carnevale   |
|    | Italia (bandiera) | C     | Gioacchino Carullo  |

| N. |                                 | Ruolo | Calciatore         |
| -- | ------------------------------- | ----- | ------------------ |
|    | Italia (bandiera)               | C     | Tobias Crosariol   |
|    | Italia (bandiera)               | C     | Tommaso Gattoni    |
|    | Italia (bandiera)               | C     | Luciano Gualdi     |
|    | Italia (bandiera)               | A     | Gabriele Motta     |
|    | Egitto (bandiera)               | C     | Karim Omayer       |
|    | Italia (bandiera)               | C     | Andrea Romano      |
|    | Italia (bandiera)               | C     | Manuel Romeo       |
|    | Italia (bandiera)               | C     | Nicola Segato      |
|    | Italia (bandiera)               | C     | Marco Tota         |
|    | Italia (bandiera)               | A     | Alessandro Capelli |
|    | Italia (bandiera)               | A     | Martino Cominetti  |
|    | Italia (bandiera)               | A     | Luca Di Renzo      |
|    | Italia (bandiera)               | A     | Giulio Fasolo      |
|    | Bosnia ed Erzegovina (bandiera) | A     | Alen Mehić         |
|    | Italia (bandiera)               | A     | Simone Monni       |
|    | Italia (bandiera)               | A     | Luca Scapuzzi      |
|    | Italia (bandiera)               | A     | Alessandro Tascini |

## Calciomercato

### Sessione estiva (dall'1/7 al 2/9)
| Acquisti | Acquisti             | Acquisti       | Acquisti      |
| R.       | Nome                 | da             | Modalità      |
| -------- | -------------------- | -------------- | ------------- |
| P        | Nicolò Coppo         | Varzi          | fine prestito |
| D        | Alessio Bernardi     | Borgosesia     | fine prestito |
| D        | Samuele Bettoni      | Casale         | svincolato    |
| D        | Andrea Bosco         | Francavilla    | svincolato    |
| D        | Enrico Bulgarella    | Correggese     | svincolato    |
| D        | Gioacchino Carullo   | Virtus Entella | svincolato    |
| D        | Denis Caverzasi      | Renate         | svincolato    |
| D        | Lorenzo Giubilato    | Alessandria    | prestito      |
| D        | Christian Maldini    |                | svincolato    |
| D        | Filippo Paoluzzi     | Rezzato        | svincolato    |
| D        | Andrea Zullo         | Brusaporto     | fine prestito |
| C        | Antonio Carnevale    | Casertana      | definitivo    |
| C        | Tommaso Gattoni      | Caronnese      | svincolato    |
| C        | Alessandro Paparella | AC Leon        | fine prestito |
| C        | Manuele Romeo        | Seregno        | svincolato    |
| C        | Nicola Segato        |                | svincolato    |
| A        | Davide Campanella    | Casatese       | fine prestito |
| A        | Alessandro Capelli   | Seregno        | svincolato    |
| A        | Martino Cominetti    | Vogherese      | svincolato    |
| A        | Luca Di Renzo        | Paganese       | svincolato    |
| A        | Mbarick Fall         | Fanfulla       | svincolato    |
| A        | Simone Monni         | Virtus Bergamo | svincolato    |

| Cessioni | Cessioni               | Cessioni            | Cessioni      |
| R.       | Nome                   | a                   | Modalità      |
| -------- | ---------------------- | ------------------- | ------------- |
| P        | Alessio Cafagno        | Molfetta            | svincolato    |
| P        | Andrei Chiriac         | Focșani             | svincolato    |
| P        | Nicolò Coppo           |                     | svincolato    |
| P        | Alessandro Pavan       | Atalanta            | fine prestito |
| P        | Luca Tamma             | Inter               | fine prestito |
| D        | Alessandro Baggi       | Fanfulla            | svincolato    |
| D        | Alessio Bernardi       |                     | svincolato    |
| D        | Alessio Bugno          | Romentinese Cerano  | svincolato    |
| D        | Andrea Busa            |                     | svincolato    |
| D        | Paolo Coltro           | Inter               | svincolato    |
| D        | Marco Mazzotti         | Sammaurese          | svincolato    |
| D        | Alessandro Sanseverino | Castelnuovo         | svincolato    |
| D        | Stefano Tignonsini     | Darfo Boario        | svincolato    |
| C        | Marco Croce            | Matelica            | svincolato    |
| C        | Leo Di Ceglie          |                     | svincolato    |
| C        | Niccolò Marino         |                     | svincolato    |
| C        | Alessandro Paparella   | AC Leon             | svincolato    |
| C        | Andrea Romano          | Tritium             | svincolato    |
| C        | Davide Spriano         | Castellazzo Bormida | svincolato    |
| A        | Cristian Bertani       | Seregno             | svincolato    |
| A        | Davide Campanella      | Tritium             | svincolato    |
| A        | Gilles Duguet          | Giana Erminio       | svincolato    |
| A        | Mbarick Fall           | Crema               | svincolato    |
| A        | Filippo Guccione       | Mantova             | svincolato    |
| A        | Adriano Marzeglia      | AZ Picerno          | svincolato    |

### Sessione di dicembre(dall'2/12 al 23/12)
| Acquisti | Acquisti | Acquisti | Acquisti |
| R.       | Nome     | da       | Modalità |
| -------- | -------- | -------- | -------- |

| Cessioni | Cessioni       | Cessioni     | Cessioni   |
| R.       | Nome           | a            | Modalità   |
| -------- | -------------- | ------------ | ---------- |
| D        | Matteo Viganò  | Milano City  | svincolato |
| D        | Andrea Zullo   | Lumezzane    | prestito   |
| C        | Gabriele Motta | Villa d'Almè | prestito   |
| A        | Luca Di Renzo  | Casale       | svincolato |

### Sessione invernale(dal 2/1 al 31/1)
| Acquisti | Acquisti           | Acquisti   | Acquisti   |
| R.       | Nome               | da         | Modalità   |
| -------- | ------------------ | ---------- | ---------- |
| A        | Giulio Fasolo      | Gozzano    | svincolato |
| A        | Alen Mehić         | Atalanta   | prestito   |
| A        | Alessandro Tascini | Vis Pesaro | svincolato |

| Cessioni | Cessioni | Cessioni | Cessioni |
| R.       | Nome     | a        | Modalità |
| -------- | -------- | -------- | -------- |

### Serie D

#### Girone di andata
| Arbitro: | Silvera (Valdarno) |

|                               |           |              |
| Monni 28’, 49’ Scapuzzi 90+2’ | Marcatori | 67’ Romanini |

| Arbitro: | Zanotti (Rimini) |

|                             |           |            |
| Pancheri 58’ Salvaterra 90’ | Marcatori | 75’ Gualdi |

| Arbitro: | Mastrodomenico (Policoro) |

|                               |           |            |
| Cominetti 27’, 30’ Gualdi 59’ | Marcatori | 4’ Ferrari |

| Arbitro: | Rizzello (Casarano) |

|             |           |                        |
| Kaptina 76’ | Marcatori | 14’ Monni 88’ Di Renzo |

| Arbitro: | Cannata (Faenza) |

|              |           |              |
| Scapuzzi 88’ | Marcatori | 61’ Spinelli |

| Arbitro: | Papale (Torino) |

|                |           |                         |
| Signorelli 39’ | Marcatori | 5’ Gualdi 90+3’ Capelli |

| Arbitro: | Monesi (Crotone) |

|              |           |  |
| Scapuzzi 51’ | Marcatori |  |

| Arbitro: | Restaldo (Ivrea) |

|              |           |                                 |
| Gasparri 72’ | Marcatori | 26’ (rig.) Monni 45+2’ Scapuzzi |

| Sesto San Giovanni 20 novembre 2019, ore 14:30 CET 9ª giornata | Pro Sesto         | 0 – 0 | Levico | Stadio Ernesto Breda\| Arbitro: \| Turrini (Firenze) \| |
| Arbitro:                                                       | Turrini (Firenze) |       |        |                                                         |

| Carate Brianza 27 ottobre 2019, ore 14:30 CET 10ª giornata | Folgore Caratese   | 0 – 0 | Pro Sesto | Stadio XXV Aprile\| Arbitro: \| Pistarelli (Fermo) \| |
| Arbitro:                                                   | Pistarelli (Fermo) |       |           |                                                       |

| Arbitro: | Andreano (Prato) |

|                                         |           |                       |
| Capelli 33’ Gualdi 54’ Carullo 68’, 77’ | Marcatori | 9’ Ranković 17’ Lillo |

| Arbitro: | Cutrufo (Catania) |

|  |           |                          |
|  | Marcatori | 45’ Gattoni 53’ Scapuzzi |

| Sesto San Giovanni 10 novembre 2019, ore 14:30 CET 13ª giornata | Pro Sesto          | 0 – 0 | Scanzorosciate | Stadio Ernesto Breda\| Arbitro: \| Borriello (Arezzo) \| |
| Arbitro:                                                        | Borriello (Arezzo) |       |                |                                                          |

| Arbitro: | Lingamoorthy (Genova) |

|                                     |           |                                     |
| Grandi 22’ (rig.) Segato 53’ (aut.) | Marcatori | 23’ (rig.), 90+1’ Monni Capelli 68’ |

| Arbitro: | Crescenti (Trapani) |

|                     |           |              |
| Monni 6’ Gualdi 47’ | Marcatori | 41’ Basanisi |

| Arbitro: | C. Robilotta (Sala Consilina) |

|  |           |               |
|  | Marcatori | 42’ Caverzasi |

| Arbitro: | Grasso (Ariano Irpino) |

|  |           |                                |
|  | Marcatori | 22’ (rig.) Monni 41’ Caverzasi |

| Arbitro: | Campobasso (Formia) |

|                              |           |  |
| Monni 38’ Capelli 88’ (rig.) | Marcatori |  |

| Arbitro: | Perri (Roma) |

|                                |           |                               |
| Lucatti 11’ (rig.) Bonaiti 90’ | Marcatori | 45’ Carullo 73’ (rig.) Segato |

#### Girone di ritorno
| Arbitro: | Lovison (Padova) |

|                                                       |           |                         |
| Albini 3’ Di Maira 25’ (rig.) Veroni 58’ Parini 90+3’ | Marcatori | 17’ Di Maio 81’ Gattoni |

| Arbitro: | Russo (Torre Annunziata) |

|  |           |                                 |
|  | Marcatori | 29’ Proietto 62’ (aut.) Carullo |

| Arbitro: | E. LongoLongo (Cuneo) |

|             |           |  |
| Forlani 48’ | Marcatori |  |

| Arbitro: | Capriuolo (Bari) |

|            |           |  |
| Gualdi 43’ | Marcatori |  |

| Arbitro: | Vingo (Pisa) |

|               |           |                        |
| Marzeglia 30’ | Marcatori | 10’ Capelli 69’ Gualdi |

| Arbitro: | De Capua (Nola) |

|             |           |                   |
| Tascini 78’ | Marcatori | 69’ (rig.) Okyere |

| Arbitro: | Gandolfo (Bra) |

|                       |           |               |
| Colombo 5’ Chessa 29’ | Marcatori | 60’ Cominetti |

| Arbitro: | Vergaro (Bari) |

|                                     |           |                         |
| Gualdi 34’, 41’ Scapuzzi 38’ (rig.) | Marcatori | 8’ Ricozzi 89’ Gasparri |

| Levico Terme 23 febbraio 2020 28ª giornata | Levico | – (annullata) | Pro Sesto | Stadio comunale |

| Sesto San Giovanni 1º marzo 2020 29ª giornata | Pro Sesto | – (annullata) | Folgore Caratese | Stadio Ernesto Breda |

| Inveruno 4 marzo 2020 30ª giornata | Inveruno | – (annullata) | Pro Sesto | Stadio Luigino Garavaglia |

| Sesto San Giovanni 8 marzo 2020 31ª giornata | Pro Sesto | – (annullata) | Milano City | Stadio Ernesto Breda |

| Scanzorosciate 22 marzo 2020 32ª giornata | Scanzorosciate | – (annullata) | Pro Sesto | Stadio comunale |

| Sesto San Giovanni 29 marzo 2020 33ª giornata | Pro Sesto | – (annullata) | Caravaggio | Stadio Ernesto Breda |

| Oggiono 5 aprile 2020 34ª giornata | NibionnOggiono | – (annullata) | Pro Sesto | Stadio Pierre De Coubertin |

| Sesto San Giovanni 9 aprile 2020 35ª giornata | Pro Sesto | – (annullata) | Ponte San Pietro | Stadio Ernesto Breda |

| Sesto San Giovanni 19 aprile 2020 36ª giornata | Pro Sesto | – (annullata) | Sondrio | Stadio Ernesto Breda |

| Villa d'Almè 26 aprile 2020 37ª giornata | Villa d'Almè | – (annullata) | Pro Sesto | Stadio comunale |

| Sesto San Giovanni 3 maggio 2020 38ª giornata | Pro Sesto | – (annullata) | Seregno | Stadio Ernesto Breda |

### Coppa Italia Serie D
| Arbitro: | Frosi (Treviglio) |

|                                 |                      |                           |
| Laner 30’ Bardelloni 39’ (rig.) | Marcatori            | 26’ Scapuzzi 60’ Di Renzo |
|                                 | Tiri di rigore 4 – 5 |                           |

| Arbitro: | Diop (Treviglio) |

|             |           |                       |
| Bettoni 75’ | Marcatori | 48’ Pastore 51’ Lillo |

## Statistiche

### Statistiche di squadra
| Competizione         | M.Pt | Punti | In casa | In casa | In casa | In casa | In casa | In casa | In trasferta | In trasferta | In trasferta | In trasferta | In trasferta | In trasferta | Totale | Totale | Totale | Totale | Totale | Totale | D.R. |
| Competizione         | M.Pt | Punti | G       | V       | N       | P       | Gf      | Gs      | G            | V            | N            | P            | Gf           | Gs           | G      | V      | N      | P      | Gf     | Gs     | D.R. |
| -------------------- | ---- | ----- | ------- | ------- | ------- | ------- | ------- | ------- | ------------ | ------------ | ------------ | ------------ | ------------ | ------------ | ------ | ------ | ------ | ------ | ------ | ------ | ---- |
| Serie D              | 2,00 | 54    | 13      | 8       | 4       | 1       | 21      | 11      | 14           | 8            | 2            | 4            | 22           | 17           | 27     | 16     | 6      | 5      | 43     | 28     | +15  |
| Coppa Italia Serie D | -    | -     | 1       | 0       | 0       | 1       | 1       | 2       | 1            | 0            | 1            | 0            | 2            | 2            | 2      | 0      | 1      | 1      | 3      | 4      | -1   |
| Totale               | -    | 54    | 14      | 8       | 4       | 2       | 22      | 13      | 15           | 8            | 3            | 4            | 24           | 19           | 29     | 16     | 7      | 6      | 46     | 32     | +14  |

### Andamento in campionato
| Giornata  | 1 | 2  | 3 | 4 | 5 | 6 | 7 | 8 | 9 | 10 | 11 | 12 | 13 | 14 | 15 | 16 | 17 | 18 | 19 | 20 | 21 | 22 | 23 | 24 | 25 | 26 | 27 | 28 | 29 | 30 | 31 | 32 | 33 | 34 | 35 | 36 | 37 | 38 |
| --------- | - | -- | - | - | - | - | - | - | - | -- | -- | -- | -- | -- | -- | -- | -- | -- | -- | -- | -- | -- | -- | -- | -- | -- | -- | -- | -- | -- | -- | -- | -- | -- | -- | -- | -- | -- |
| Luogo     | C | T  | C | T | C | T | C | T | C | T  | C  | T  | C  | T  | C  | T  | T  | C  | T  | T  | C  | T  | C  | T  | C  | T  | C  | T  | C  | T  | C  | T  | C  | T  | C  | C  | T  | C  |
| Risultato | V | P  | V | V | N | V | V | V | N | N  | V  | V  | N  | V  | V  | V  | V  | V  | N  | P  | P  | P  | V  | V  | N  | P  | V  | –  | –  | –  | –  | –  | –  | –  | –  | –  | –  | –  |
| Posizione | 4 | 10 | 6 | 4 | 5 | 3 | 2 | 1 | 2 | 2  | 2  | 1  | 1  | 1  | 1  | 1  | 1  | 1  | 1  | 1  | 1  | 1  | 1  | 1  | 1  | 1  | 1  | –  | –  | –  | –  | –  | –  | –  | –  | –  | –  | –  |

Legenda:

Luogo: C = Casa; T = Trasferta. Risultato: V = Vittoria; N = Pareggio; P = Sconfitta.